# Unión General de Trabajadores de Andalucía
La Unión General de Trabajadores de Andalucía (UGT-Andalucía) es la federación nacional andaluza que se encuentra integrada dentro del sindicato español Unión General de Trabajadores.

## Historia
La gestación de UGT-Andalucía comenzó a principios de los años 1970 en un despacho de abogados de Sevilla, en el que trabajaban Luis Yáñez, Alfonso Guerra, Felipe González y Guillermo Galeote. En 1975, año de la muerte del general Franco UGT sólo tenía una pequeña implantación en las provincias de Sevilla y Huelva, pero a partir de 1976 experimentó un espectacular crecimiento y para 1978, Andalucía aparecía como la tercera federación con mayor representación del Estado español. Este auge indujo a la creación de una estructura regional de UGT en Andalucía, que se formaría en el congreso constituyente de Málaga de los días 12 y 13 de enero de 1980.
En 1998 se instaló en el liderazgo de la organización nacional andaluza Manuel Pastrana, cuyo mandato concluyó en 2013. Le sustituyó su exnúmero dos Francisco Fernández Sevilla, que permaneció en el cargo seis meses y fue sustituido por Carmen Castilla al frente de la central. La salida de Pastrana se vio precedida por la investigación de varios casos de financiación irregular en los que estuvo implicada la federación regional andaluza en los primeros años de la década de 2010, que se remontarían a la década de 2000, en connivencia con empresarios y cargos públicos afines, tras verse también implicada en el caso ERE en el que estaba implicado el exsindicalista Juan Lanzas.